# 陈叔显
陳叔显（？－605年后），字子明，陳宣帝陈頊第三十子，母亲是刘姬。
至德四年（586年）二月十五丙申日，陳后主立陳叔显为临江王。祯明三年（589年），陈朝灭亡，陳叔显入隋。大业年间为鹑觚令。